# Marek Jerzy Uglorz
Marek Jerzy Uglorz (ur. 12 listopada 1964 w Cieszynie) – duchowny Kościoła Ewangelicko-Augsburskiego w RP, biblista, profesor Chrześcijańskiej Akademii Teologicznej w Warszawie (ChAT), prorektor Wyższej Szkoły Administracji w Bielsku-Białej.

## Wykształcenie i przebieg posługi kościelnej
Syn ks. Manfreda Uglorza i Anny z domu Gansel. Ukończył studia w zakresie teologii ewangelickiej w ChAT. 7 stycznia 1990 w kościele Jana Chrzciciela w Starym Bielsku został ordynowany na duchownego przez ks. bpa Janusza Narzyńskiego. Z dniem ordynacji został wikariuszem Parafii w Mikołajkach, gdzie pracował do czerwca 1990. W latach 1990–1996 był wikariuszem parafii w Skoczowie. W latach 1996–2004 był proboszczem parafii w Brennej-Górkach. 
Nauczyciel akademicki jest członkiem Synodu Kościoła Ewangelicko-Augsburskiego w RP, od 2007 przewodniczącym Komisji Synodalnej ds. Pastoralnych.
24 czerwca 2009 podczas Ogólnopolskiej Konferencji Duchownych Kościoła Ewangelicko-Augsburskiego we Wrocławiu dokonano typowania kandydatów, spośród których Synod Kościoła miał wybrać nowego biskupa Kościoła. Zdobył wówczas największą liczbę głosów. Jednak 17 października 2009 w czasie obrad XII Synodu Kościoła na stanowisko biskupa Kościoła Ewangelicko-Augsburskiego w RP wybrano ks. Jerzego Samca. W 2012 kandydował na prezesa Synodu Kościoła, jednak wybrano ks. Grzegorza Giemzę.

## Działalność akademicka
21 marca 2002 otrzymał stopień naukowy doktora nauk teologicznych w zakresie biblistyki i teologii systematycznej. Następnie został pracownikiem naukowym Wydziału Teologicznego ChAT, gdzie pełni funkcję kierownika Katedry Wiedzy Nowotestamentowej i Języka Greckiego. Był też zatrudniony jako adiunkt w Zakładzie Edukacji Filozoficzno-Społecznej Wydziału Etnologii i Nauk o Edukacji Uniwersytetu Śląskiego w Katowicach. 4 listopada 2010 na podstawie dorobku naukowego i przedstawienia dysertacji habilitacyjnej pt. Jezus Chrystus wczoraj i dziś, ten sam i na wieki. Chrystologiczne wyznanie Listu do Hebrajczyków otrzymał stopień naukowy doktora habilitowanego. Od 1 października 2011 jest profesorem Chrześcijańskiej Akademii Teologicznej w Warszawie.
Od 2014 zajmuje stanowisko prorektora Wyższej Szkoły Administracji w Bielsku-Białej

## Życie prywatne
Żonaty z Haliną z domu Szarek, ma córkę Mariannę.

## Wybrane publikacje
- Chrystus i Jego Kościół, Bielsko-Biała 2000
- Z Duchem Świętym w trzecie tysiąclecie. Materiały z sesji naukowej, (red. nauk. wspólnie z Józefem Budniakiem), Cieszyn 2002
- Jezus Chrystus wczoraj i dziś, ten sam i na wieki. Chrystologiczne wyznanie Listu do Hebrajczyków, Warszawa 2009
- Ekologiczne wątki w biblijnej historii zbawienia, Bielsko-Biała 2010
- Hamartiologia, Toruń 2013
- Myśl, odczuwaj, działaj. Praktyczny przewodnik po emocjach, Warszawa 2021